# Nentershausen (Hesse)
Pour les articles homonymes, voir Nentershausen.
Nentershausen est une municipalité allemande située dans le land de la Hesse et l'arrondissement de Hersfeld-Rotenburg.

## Politique et administration

### Liste des bourgmestres successifs
| Identité                | Période | Période  | Durée | Étiquette |
| Identité                | Début   | Fin      | Durée | Étiquette |
| ----------------------- | ------- | -------- | ----- | --------- |
| Thomas Weidenfeller (d) |         | En cours |       |           |

### Jumelages
| Ville | Ville               | Pays | Pays      | Période         |
| ----- | ------------------- | ---- | --------- | --------------- |
|       | Steglitz-Zehlendorf |      | Allemagne | depuis 1966     |
|       | Vieux-Berquin       |      | France    | depuis mai 1975 |